# Affaire Narin Güran
 (mars 2025).
Motif : absence de pérennité des sources. Notoriété encyclopédique non démontrée.
- Archive Wikiwix
- Bing
- Cairn
- DuckDuckGo
- E. Universalis
- Gallica
- Google
- G. Books
- G. News
- G. Scholar
- Persée
- Qwant
- (zh) Baidu
- (ru) Yandex
- (wd) trouver des œuvres sur Wikidata

| 1. | Préciser le motif de la pose du bandeau. | Précisez le motif de la pose du bandeau en utilisant la syntaxe suivante : {{admissibilité à vérifier\|date=mars 2025\|motif=remplacez ce texte par le motif}}                           |
| 2. | Informer les utilisateurs concernés.     | Pensez à avertir le créateur de l'article, par exemple, en insérant le code ci-dessous sur sa page de discussion : {{subst:avertissement admissibilité à vérifier\|Affaire Narin Güran}} |

L'affaire Narin Güran traite du meurtre de Narin Güran, petite fille de 8 ans, originaire du quartier rural de Tavşantepe, district de Bağlar, province de Diyarbakır. Le corps de Narin, dont la famille avait signalé la disparition le 21 août 2024, a été retrouvé dans un sac dans le ruisseau Eğertutmaz près du village le 8 septembre 2024.
Selon le rapport de l'Institut de médecine légale partagé le 19 septembre 2024, il a été déterminé que Narin Güran « est décédée par asphyxie et par strangulation ».
Le 28 décembre 2024, la Haute Cour pénale a condamné la mère Yüksel Güran, l'oncle Salim Güran et le frère aîné Enes Güran à la réclusion à perpétuité aggravée pour meurtre intentionnel avec participation. Nevzat Bahtiyar, qui a caché le corps dans le lit du ruisseau, a été condamné à 4 ans et 6 mois de prison.

## Procédure d'enquête du parquet
Parmi les personnes pour lesquelles une demande d'arrestation a été formulée, seul Nevzat Bahtiyar (ami de l'oncle) a avoué le crime.
| Chronologie  | Nom                 | Liens                    | Crime reproché                                       |
| ------------ | ------------------- | ------------------------ | ---------------------------------------------------- |
| 2 septembre  | Salim Guran         | Oncle                    | Homicide volontaire                                  |
| 9 septembre  | Nevzat Bahtiyar     | L'ami de Salim Guran     | Meurtre volontaire et destruction de preuves         |
| 12 septembre | Yuksel Guran        | Mère                     | Participation à un meurtre intentionnel              |
| 12 septembre | Enes Guran          | Frère aîné               | Participation à un meurtre intentionnel              |
| 12 septembre | Fête du ramadan     | L'ouvrier de Salim Güran | Participation à un meurtre intentionnel              |
| 12 septembre | Mohammed Kaya       | Cousin                   | Favoriser le criminel, détruire les preuves du crime |
| 12 septembre | Birsen Guran        | Cousin                   | Favoriser le criminel, détruire les preuves du crime |
| 12 septembre | Masallah Guran      | Belle-sœur               | Favoriser le criminel, détruire les preuves du crime |
| 12 septembre | Mehmet Selim Atasoy | L'ouvrier de Salim Güran | Favoriser le criminel, détruire les preuves du crime |
| 12 septembre | Mehmet Sevket Kaya  | La femme de sa tante     | Favoriser le criminel, détruire les preuves du crime |
| 12 septembre | Fuat Guran          | Oncle                    | Détruire les preuves d'un crime                      |

Auprès du bureau du Procureur, Melike Güran (cousine de la victime) a demandé le contrôle judiciaire de 3 personnes soupçonnées de favoritisme envers le criminel et de destruction de preuves pénales dont Kurtuluş Güran et Ömer Faruk Güran, deux autres oncles de la victime, soupçonnés eux aussi de destruction de preuves pénales. Dix personnes soupçonnées, dont le père Arif Güran, ont été libérées.

## Réactions
Depuis le jour de la disparition de Narin Güran, les messages de demande de recherche pour que Narin soit retrouvée se sont multipliés sur les médias traditionnels et ont été partagées sur les réseaux sociaux. 
Après la découverte du corps de Narin Güran, des manifestations se sont organisées dans de nombreuses villes en Turquie. Les médias turcs se sont emparés de l'affaire et l'ont couverte pendant une période étendue.
Dans le village de Tavşantepe à Diyarbakır, des couronnes, des peluches et des fleurs ont été déposées sur sa tombe pour lui rendre hommage.

## Contexte politique
L'affaire Narin Güran s'inscrit dans un contexte politique turc plus large de grandes mutations sociales qui créer un sentiment de défiance envers le système juridique et met en péril les droits humains.